# Světový den duševního zdraví

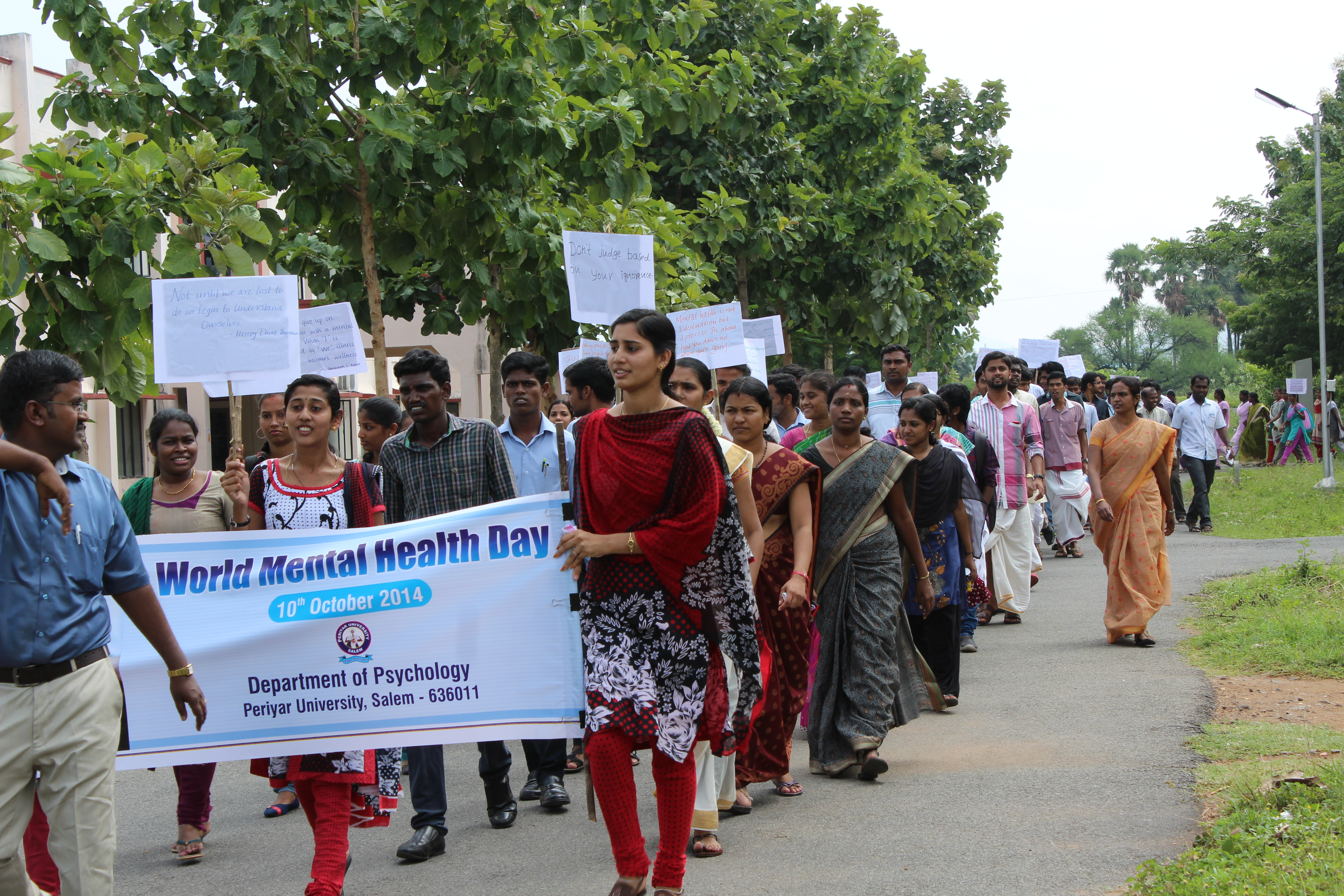
Shromáždění ke Světovému dni duševního zdraví 2014 vSalemu, Tamil Nadu

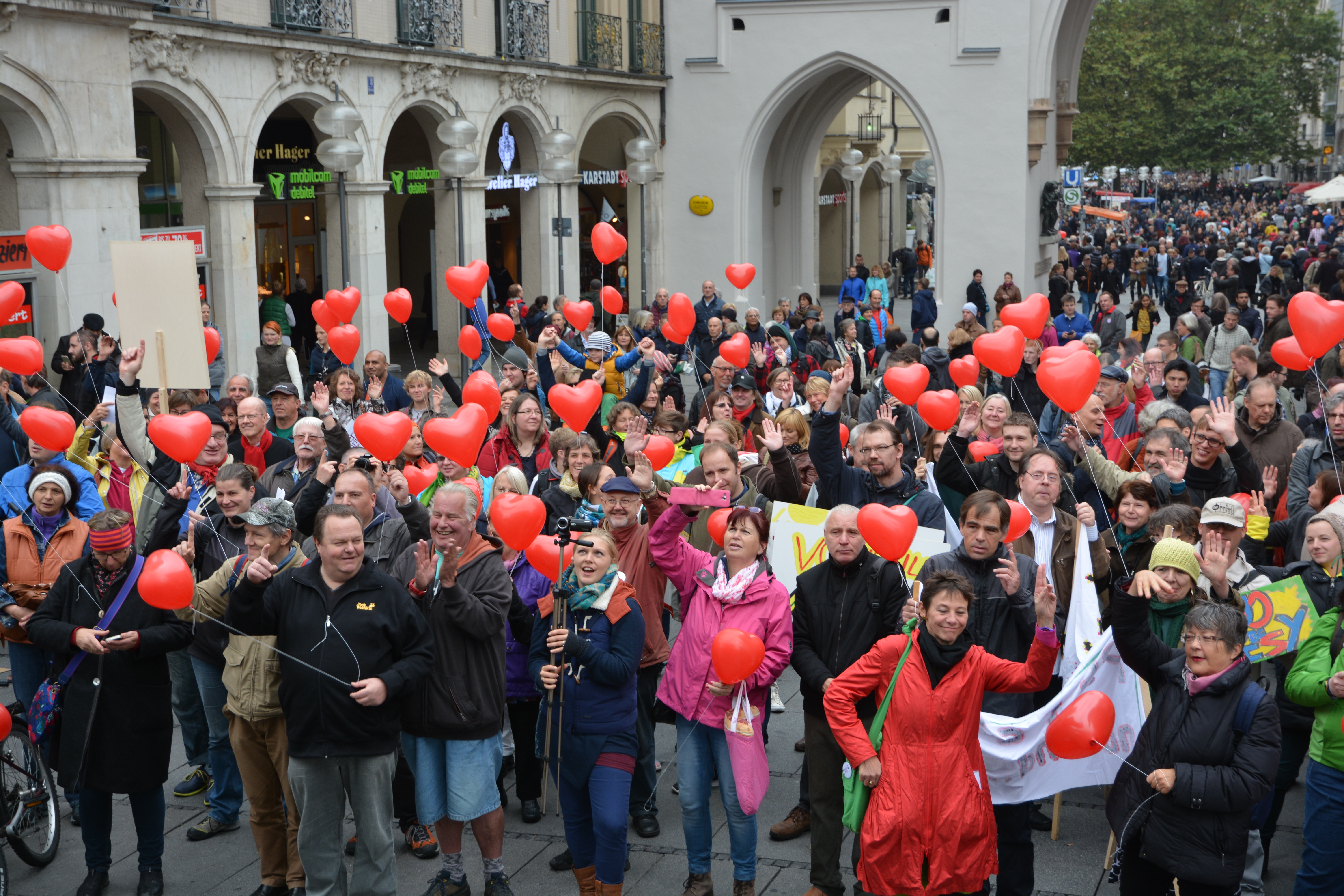
Světový den duševního zdraví 2015 v Mnichově, Německo

Světový den duševního zdraví (10. října) je mezinárodním dnem celosvětového vzdělávání v oblasti duševního zdraví, osvěty a boje proti sociálnímu stigmatu. Poprvé se slavil v roce 1992 z iniciativy Světové federace pro duševní zdraví, globální organizace pro duševní zdraví s členy a kontakty ve více než 150 zemích. Každý říjen tisíce příznivců přicházejí na oslavu tohoto každoročního osvětového programu, jehož cílem je upozornit na duševní choroby a jejich hlavní dopady na životy lidí po celém světě. Tento den navíc poskytuje příležitost odborníkům v oblasti duševního zdraví diskutovat a popularizovat svou práci, čímž se duševní zdraví stává celosvětovou prioritou. V některých zemích je tento den součástí osvětového týdne, jako je Týden duševního zdraví v Austrálii.

## Vývoj
Světový den duševního zdraví se poprvé slavil 10. října 1992 z iniciativy Richarda Huntera. Až do roku 1994 neměl tento den žádné specifické téma, pouze obecnou podporu obhajoby duševního zdraví a vzdělávání veřejnosti.
V roce 1994 se na návrh Eugena Brodyho poprvé slavil Světový den duševního zdraví s konkrétním tématem.
Světový den duševního zdraví je podporován WHO prostřednictvím zvyšování povědomí o otázkách duševního zdraví. Dosahuje ho pomocí vztahů s ministerstvy zdravotnictví a organizacemi občanské společnosti po světě. WHO také podporuje vývoj technických a komunikačních materiálů o duševním zdraví.
V roce 2018 se Jackie Doyle-Price stal vůbec prvním britským ministrem pro prevenci sebevražd poté, co byl jmenován premiérkou Theresou Mayovou. Vláda Velké Británie tehdy pořádala první globální summit o duševním zdraví.

## Témata Světového dne duševního zdraví
| Rok     | Téma |
| ------- | --- |
| 1994    | Zlepšování kvality služeb duševního zdraví po celém světě                                               |
| 1996    | Ženy a duševní zdraví                                                                                   |
| 1997    | Děti a duševní zdraví                                                                                   |
| 1998    | Duševní zdraví a lidská práva                                                                           |
| 1999    | Duševní zdraví a stárnutí                                                                               |
| 2000–01 | Duševní zdraví a práce                                                                                  |
| 2002    | Účinky traumatu a násilí na děti a dospívající                                                          |
| 2003    | Poruchy emocí a chování u dětí a dospívajících                                                          |
| 2004    | Vztah mezi fyzickým a duševním zdravím: souběžně se vyskytující poruchy                                 |
| 2005    | Duševní a fyzické zdraví po celou dobu života                                                           |
| 2006    | Budování povědomí – Snížení rizika: Duševní onemocnění a sebevražda                                     |
| 2007    | Duševní zdraví v měnícím se světě: Vliv kultury a rozmanitosti                                          |
| 2008    | Udělat z duševního zdraví globální prioritu: Rozšíření služeb prostřednictvím občanské advokacie a akce |
| 2009    | Duševní zdraví v primární péči: Zlepšení léčby a podpora duševního zdraví                               |
| 2010    | Duševní zdraví a chronické fyzické nemoci                                                               |
| 2011    | Velký tlak: Investice do duševního zdraví                                                               |
| 2012    | Deprese: Globální krize                                                                                 |
| 2013    | Duševní zdraví a starší dospělí                                                                         |
| 2014    | Život se schizofrenií                                                                                   |
| 2015    | Důstojnost v duševním zdraví                                                                            |
| 2016    | Psychologická první pomoc                                                                               |
| 2017    | Duševní zdraví na pracovišti                                                                            |
| 2018    | Mladí lidé a duševní zdraví v měnícím se světě                                                          |
| 2019    | Podpora duševního zdraví a prevence sebevražd                                                           |
| 2020    | Pohybem za duševním zdravím: Zvýšené investice do duševního zdraví                                      |
| 2021    | Duševní zdraví v nerovném světě                                                                         |
| 2022    | Udělejte z duševního zdraví a pohody pro všechny globální prioritu                                      |
| 2023    | Duševní zdraví je univerzální lidské právo                                                              |